# Beste speler van het wereldkampioenschap voetbal
De Gouden Bal wordt sinds 1982 uitgereikt aan de beste speler van het wereldkampioenschap voetbal. De verkiezing wordt gehouden onder WK-journalisten.

## Overzicht van de winnaars bij de mannen
| WK voetbal       | Gouden Bal          | Gouden Bal | Zilveren Bal      | Zilveren Bal | Bronzen Bal           | Bronzen Bal |
| ---------------- | ------------------- | ---------- | ----------------- | ------------ | --------------------- | ----------- |
| 1982 Spanje      | Paolo Rossi         | Italië     | Falcão            | Brazilië     | Karl-Heinz Rummenigge | Duitsland   |
| 1986 Mexico      | Diego Maradona      | Argentinië | Harald Schumacher | Duitsland    | Preben Elkjær         | Denemarken  |
| 1990 Italië      | Salvatore Schillaci | Italië     | Lothar Matthäus   | Duitsland    | Diego Maradona        | Argentinië  |
| 1994 VS          | Romário             | Brazilië   | Roberto Baggio    | Italië       | Christo Stoitsjkov    | Bulgarije   |
| 1998 Frankrijk   | Ronaldo             | Brazilië   | Davor Šuker       | Kroatië      | Lilian Thuram         | Frankrijk   |
| 2002 Korea/Japan | Oliver Kahn         | Duitsland  | Ronaldo           | Brazilië     | Hong Myung-bo         | Zuid-Korea  |
| 2006 Duitsland   | Zinédine Zidane     | Frankrijk  | Fabio Cannavaro   | Italië       | Andrea Pirlo          | Italië      |
| 2010 Zuid-Afrika | Diego Forlán        | Uruguay    | Wesley Sneijder   | Nederland    | David Villa           | Spanje      |
| 2014 Brazilië    | Lionel Messi        | Argentinië | Thomas Müller     | Duitsland    | Arjen Robben          | Nederland   |
| 2018 Rusland     | Luka Modrić         | Kroatië    | Eden Hazard       | België       | Antoine Griezmann     | Frankrijk   |
| 2022 Qatar       | Lionel Messi        | Argentinië | Kylian Mbappé     | Frankrijk    | Luka Modrić           | Kroatië     |